# Pyrrhidium sanguineum
Pyrrhidium é um gênero de coleóptero da tribo Callidiini (Cerambycinae); compreende apenas uma única espécie, com distribuição no norte da África, no sudoeste da Ásia e sul da Europa.

## Sistemática
- Ordem Coleoptera
  - Subordem Polyphaga
    - Infraordem Cucujiformia
      - Superfamília Chrysomeloidea
        - Família Cerambycidae
          - Subfamília Cerambycinae
            - Tribo Callidiini
              - Gênero Pyrrhidium (Fairmaire, 1864)
                - Pyrrhidium sanguineum (Linnaeus, 1758)